# Ada Kuiper-Struyk
Ada Kuiper-Struyk (Delft, 20 september 1908 – Epe, 12 november 1985) was een Nederlandse architect, bestuurster en politica voor de Volkspartij voor Vrijheid en Democratie (VVD)

## Levensloop
Ada Kuiper-Struyk werd geboren als dochter van de accountant Arnoldus Hermanus Struyk en Anna Gerarda Spit. Na het behalen van het gymnasium diploma aan het Marnix Gymnasium te Rotterdam studeerde ze van 1928 tot 1937 bouwkunde aan de Technische Universiteit Delft. Ze begon haar carrière als architect. Daarna begon haar politieke loopbaan. Ze was van 1 september 1953 tot 6 september 1966 lid van de gemeenteraad van Rotterdam. Van 26 mei 1959 tot 15 september 1965 was ze lid van de Tweede Kamer der Staten-Generaal. In de Tweede Kamer der Staten-Generaal hield ze zich voornamelijk bezig met volkshuisvesting, verkeer en waterstaat en wetenschappelijk onderwijs. Ze was tevens werkzaam als woordvoerster.
Op 28 september 1937 te Delft trouwde ze met ir. Johannes Albertus Kuiper en samen hadden ze vier kinderen. Ze was tot 1980 woonachtig in de Nederlandse stad Rotterdam.

## Nevenfuncties
- Vicevoorzitter van de Vrouwenadviescommissie te Rotterdam
- President van de Vereniging Vrouwenbelangen afdeling Rotterdam
- Secretaris van het hoofdbestuur van de Vereniging van Vrouwen met een Academische Opleiding
- Lid van het bestuur van de woningbouwvereniging Zuidwijk te Rotterdam
- Lid van de raad van commissarissen van de woningbouwvereniging Hoogvliet te Rotterdam
- Lid van de raad van bestuur voor de Volkshuisvesting
- Adviserend lid van diverse woningbouwverenigingen
- Voorzitter van de woningcommissie Nederlandse Huishoudraad
- Voorzitter van de Nederlandse Gezinsraad
- Lid van het bestuur van de Nijverheidsschool te Rotterdam

- Biografisch Portaal: 43492073
- Parlement.com: vg09ll2kc8zs